# Maestro Reverendo
Ángel Muñoz-Alonso López, de nombre artístico Maestro Reverendo (Madrid, 17 de enero de 1955 - Madrid, 7 de septiembre de 2012), fue un músico y compositor español. 

## Biografía
Ángel Muñoz-Alonso era hijo de Adolfo Muñoz Alonso, procurador en las Cortes del franquismo (1956-1974) y rector de la Universidad Complutense (1972-1973).
Empezó a tocar el piano en la escuela madrileña de los Escolapios y ganó el apodo de Reverendo cuando trabajó como organista en la iglesia de San Antón. Inició su carrera en el rock en los años 1970 con el grupo Desmadre 75, que obtuvo un gran éxito en 1975 con su canción Saca el güiski, cheli; más tarde, con el grupo Paracelso, ganó en 1978 y 1979 las dos primeras ediciones de los Premios Rock Villa de Madrid. Durante la década de los 80 fue colaborador de bandas como Siniestro Total o Los Ronaldos y tocó con Miguel Ríos. Formó parte del grupo Rudy Armstrong Quartet, una parodia jazzística en la que tocaba el piano acompañando al líder del grupo Fernando Palacios Jorge, quien tocaba las trompetillas de plástico.
Fue compositor de temas y bandas sonoras en gallego para la Televisión de Galicia. Su trayectoria artística estuvo ligada desde finales de los años 1970 al Gran Wyoming, incluyendo su etapa en el programa de televisión Caiga quien caiga. En 1992 hizo la banda sonora del cortometraje Comamos y bebamos todos de él, del director José Antonio Quiros. Se retiró en 2003 tras su etapa en televisión.
Falleció el 7 de septiembre de 2012 a consecuencia de un cáncer.